# Michael Bates (baron Bates)
Pour les articles homonymes, voir Bates et Michael Bates.
Michael Walton Bates, né le 26 mai 1961 à Gateshead, est un homme politique britannique.

## Biographie
Il siège à la Chambre des lords depuis 2008 après avoir représenté la circonscription de Langbaurgh (Redcar et Cleveland) à la Chambre des communes de 1992 à 1997.
De 1996 à 1997, il est Paymaster General (en).
De 2014 à 2015, il est sous-secrétaire d'État parlementaire à l'information criminelle au Bureau de l'Intérieur.
En mai 2015, il est nommé ministre d'État au Bureau de l'Intérieur.
En mars 2016, il démissionne de son poste de ministre d'État afin d'entreprendre une marche en solitaire entre Buenos Aires et Rio de Janeiro afin de sensibiliser la population à la trêve olympique. Il retourne au gouvernement en tant que ministre d'État au Département du Développement international en octobre 2016.
Le 31 janvier 2018, se voulant exemplaire, il donne sa démission pour avoir eu une minute de retard au Parlement l'empêchant de répondre à une question qui lui était adressée. Ses excuses ayant été jugées suffisantes, sa démission est refusée par Theresa May, la Première ministre.